# Teddy Lupin
Edward (Ted) Remus Lupin, becenevén Teddy, született 1998 áprilisában, kitalált szereplő a nagy sikerű Harry Potter sorozatban, amit az angol Joanne Kathleen Rowling írt. Édesapja, Remus Lupin, ex-SVK tanár, vérfarkas, édesanyja, Nymphadora Tonks auror. Szülei a Főnix Rendjének tagjai voltak, 1998 májusában életüket vesztették a Roxfort kastélyban zajló csatában. Teddyt az anyai nagyanyja, Andromeda Tonks nevelte fel. Keresztapja Harry James Potter.
Teddyről nem tudunk sokat, pedig az írónő egy interjúban említette, mennyire fontos számára ez a szereplő.

## Cselekmény
|  | Alább a cselekmény részletei következnek! |

Jövetelének híre elsőre nem a legjobb reakciókat váltotta ki édesapjából, Lupinból. A varázsló szentül hitte, azzal, hogy Tonks babát vár tőle, kirekesztetté tette feleségét, és születendő gyermekét is. Zaklatottan számol be aggodalmáról Harryéknek, teljesen meg van győződve arról, hogy a gyermek is vérfarkas lesz. Azzal a céllal kereste fel a Grimmauld téren bújkáló Harryt, Ront, és Hermionét, hogy elhagyva családját, velük induljon útra. Harry azonban nagyon felháborodik a férfi viselkedésén, gyávának nevezi Lupint, mire az átkot szór rá, és elmegy.
Később megtudjuk, hogy Harry sikerrel járt, Lupin visszatér feleségéhez, és együtt várják gyermekük érkezését. Ez idő alatt a Potterfigyelő nevű titkos rádiónál is tevékenykedik (Romulus álnéven),  ahol rádióstársaival a valós híreket közlik a hallgatóikkal. A rádió munkatársa Fred és George Weasley is, valamint Lee Jordan, természetesen mind álnéven. A rádió egyik adásában számol be arról Lupin, hogy meghalt Ted Tonks, Nymphadora édesapja, aki hónapok óta mugliivadék lévén bújkálásra kényszerült.
Gyermeke születésének hírével egy áprilisvégi napon toppan be Bill és Fleur házába, ahol Harryék is bújkálnak. Örömmel közli, hogy fia született, és felesége apja után Tednek nevezték el. Itt kéri fel Harryt fia keresztapjának. Koccintanak Teddy Lupin egészségére, és beszámol arról is a varázsló, hogy fia óránként váltja a haja színét, ahogy annak idején édesanyja is.
A roxforti csatába egyedül érkezik meg Remus, Tonks otthon maradt a gyermekükkel. Mutat egy fényképet a kis Teddyről, amin türkizkék hajjal bokszol a kamerába. Miután harcolni siet a férfi, megérkezik a zaklatott Tonks, akit a szerelme miatti aggodalma vezényelt a csatába, így otthon hagyta nagyanyjával újszülött fiát. Férje hollétére kíváncsi, aki feltehetően ekkorra már halott volt (Dolohov végzett vele). Később már Tonks is holtan kerül elő, őt Bellatrix Lestrange gyilkolta meg.
A 19 évvel később című epilógusból tudjuk meg, hogy Teddy nagyon jóban van keresztapjával, és annak családjával, hetente ötször náluk vacsorázik. A jelenet a King's Crosson játszódik. Harry idősebb fia, James izgatottan meséli szüleinek, hogy Teddyt látta csókolózni az unokatestvérükkel, Victorie-vel.
|  | Itt a vége a cselekmény részletezésének! |